# 大円寺 (さいたま市)
大圓寺（だいえんじ）は、埼玉県さいたま市見沼区にある曹洞宗の寺院。

## 歴史
太田資高、または子の康資の妻陽光院の開基である。両者の在世年代から戦国時代後期以降に創建されたものと推測される。
陽光院は当寺に参拝する際に、太田道灌の位牌に茶をたてたという。その時に用いられた茶釜「古天明霰釜（こてんみょうあられがま）」が残されており、さいたま市の文化財に指定されている。
明治初期、当寺に風渡野学校（現・さいたま市立七里小学校）が置かれていた。初代校長（大教授心得）は、後に内閣総理大臣となる清浦奎吾である。

## 文化財
- 大圓寺古天明霰釜（さいたま市指定有形文化財 昭和36年1月19日指定）[4]
- 大圓寺木造聖観音菩薩坐像（さいたま市指定有形文化財 平成7年4月3日指定）[5]

## 交通アクセス
- 七里駅より徒歩3分。